# Лейкон (Іллінойс)
Лейкон (англ. Lacon) — місто (англ. city) в США, в окрузі Маршалл штату Іллінойс. Населення — 1878 осіб (2020).

## Географія
Лейкон розташований за координатами 41°1′22″ пн. ш. 89°24′23″ зх. д. / 41.02278° пн. ш. 89.40639° зх. д. (41.022897, -89.406330).  За даними Бюро перепису населення США в 2010 році місто мало площу 4,24 км², з яких 4,13 км² — суходіл та 0,11 км² — водойми.

## Демографія
Згідно з переписом 2010 року, у місті мешкало 1937 осіб у 816 домогосподарствах у складі 517 родин. Густота населення становила 457 осіб/км².  Було 872 помешкання (206/км²).
Расовий склад населення:
| - 98,4 % — білих - 0,3 % — корінних американців - 0,2 % — азіатів - 0,1 % — чорних або афроамериканців |

До двох чи більше рас належало 0,9 %. Частка іспаномовних становила 2,0 % від усіх жителів.
За віковим діапазоном населення розподілялося таким чином: 20,2 % — особи молодші 18 років, 55,8 % — особи у віці 18—64 років, 24,0 % — особи у віці 65 років та старші. Медіана віку мешканця становила 45,5 року. На 100 осіб жіночої статі у місті припадало 89,9 чоловіків;  на 100 жінок у віці від 18 років та старших — 83,3 чоловіків також старших 18 років.
Середній дохід на одне домашнє господарство  становив 56 531 долар США (медіана — 48 359), а середній дохід на одну сім'ю — 67 761 долар (медіана — 60 417). Медіана доходів становила 52 315 доларів для чоловіків та 37 500 доларів для жінок. За межею бідності перебувало 14,0 % осіб, у тому числі 16,6 % дітей у віці до 18 років та 15,3 % осіб у віці 65 років та старших.
Цивільне працевлаштоване населення становило 868 осіб. Основні галузі зайнятості: освіта, охорона здоров'я та соціальна допомога — 24,0 %, виробництво — 22,1 %, мистецтво, розваги та відпочинок — 12,2 %, роздрібна торгівля — 9,7 %.